# Chiesa di Santa Maria (Pezzolo)
La chiesa di Santa Maria in Pezzolo, nel comune di Russi e in provincia di Ravenna, fa parte delle chiese della Diocesi di Forlì-Bertinoro, ma amministrativamente è gestita dalla Diocesi di Faenza-Modigliana.

## Storia

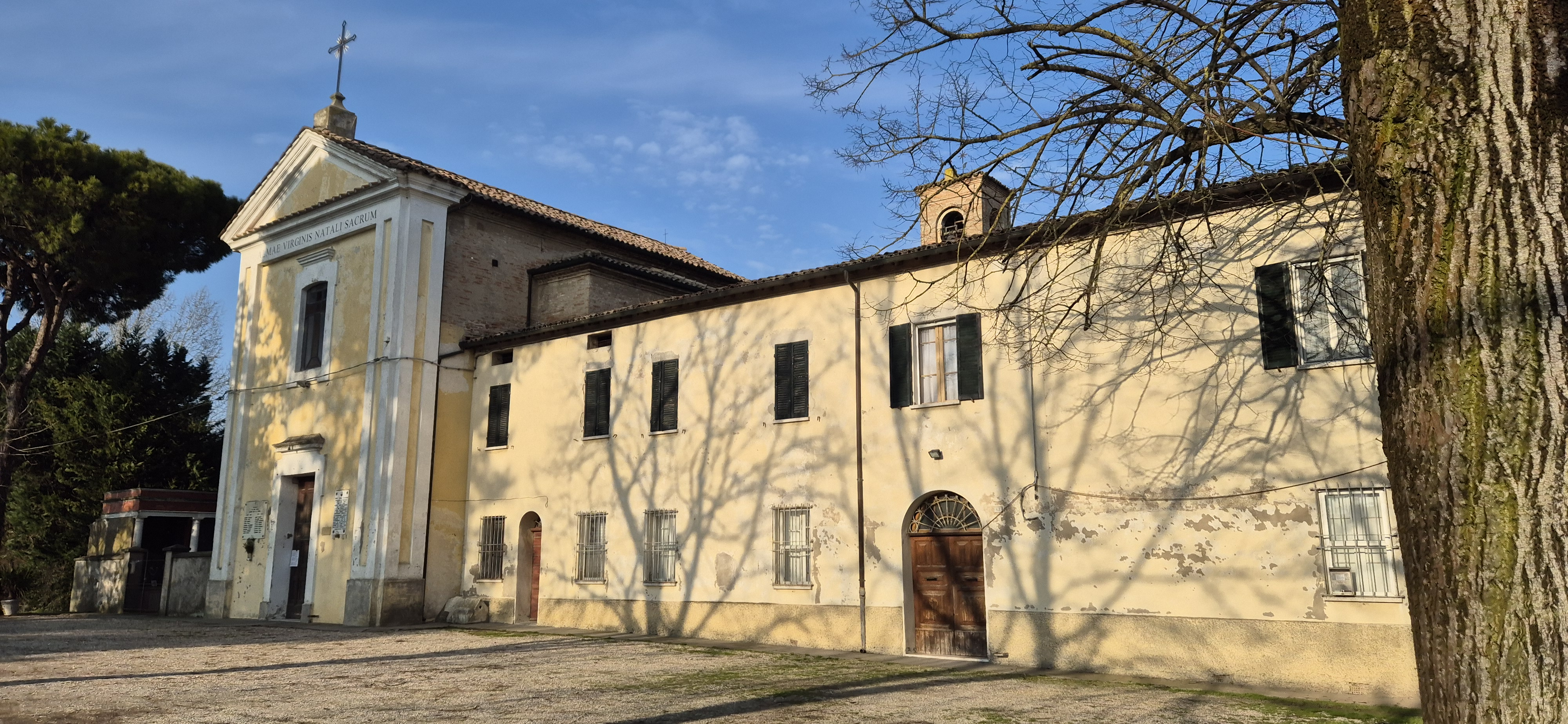
Chiesa di Santa Maria di Pezzolo, Russi (visione d'insieme)

La chiesa viene nominata nella statistica del Cardinale Anglico (Descriptio provinciæ Romandiolæ) del 1371 come una zona con 21 focolari. Non si hanno particolari notizie aggiuntive del luogo di culto che probabilmente va degradandosi fino all'intervento di don Francesco Abbati, parroco dal 1797 al 1815 che si fa promotore di un generale progetto di restauro che dà alla chiesa l'aspetto attuale. Nel 1828 don Giovanni Pompignoli fa edificare la sagrestia con una cappella annessa. 
Nella prima metà del Novecento vengono operati altri interventi di restauro soprattutto alla canonica, mentre nel 1949 il parroco don Lino Venturi finanzia il rifacimento del pavimento, della porta d'ingresso, la predisposizione di un nuovo altare (oltre ai tre pre-esistenti dedicati tutti e tre alla Madonna) e la decorazione dell'abside con dipinti e stucchi.

## Descrizione

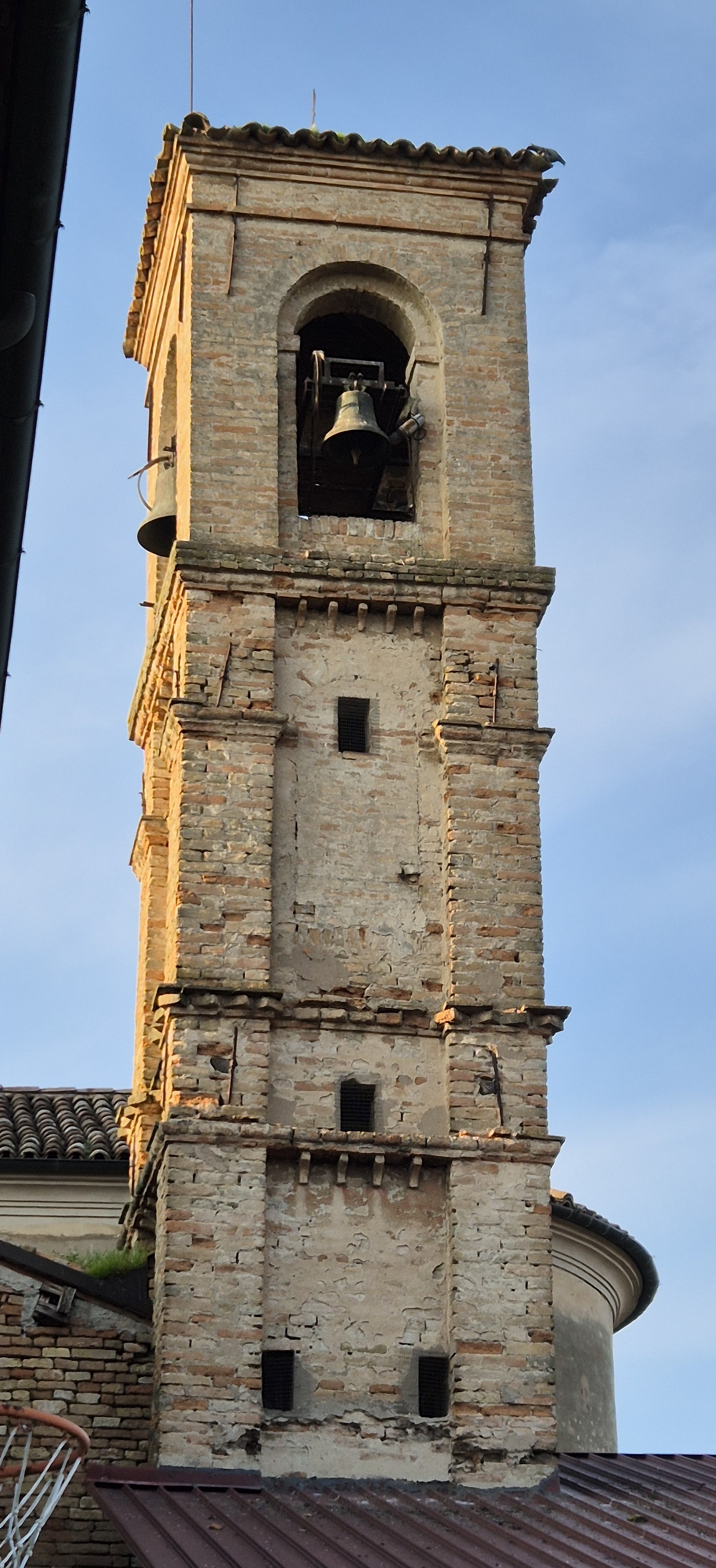
Chiesa di Santa Maria di Pezzolo, Russi (campanile)

La chiesa si presenta come un'architettura semplice con la facciata di forma quadrangolare, terminante con un timpano leggermente aggettante e dentellato con un'alta croce nella sommità. A fronte di uno stucco prevalente di colore pastello le profilature sono bianche: le paraste e i contorni di finestra e portale, oltre a una fascia al di sotto del timpano dove si legge la dedicazione a Maria (ALMAE VIRGINIS NATALI SACRUM).
Ai lati del portale si trovano due lapidi commemorative: a sinistra una che ricorda i caduti della Grande Guerra e le vittime della Seconda guerra mondiale, mentre a destra un'altra dedicata al parroco don Lino Venturi, personaggio molto importante per la comunità.
A sinistra è presente un piccolo cimitero, mentre a destra si trovano gli edifici della canonica. In alcune zone emerge la struttura di mattoni sottostante allo stucco. Sempre in mattoni è il campanile, a forma di parallelepipedo non alto, ma proporzionato alla chiesa, con cella campanaria identificata da aperture ad arco, marcapiani di forma varia e lesene marcate negli angoli.
La pianta è centrale a croce greca e presenta un'abside semicircolare. La copertura è a volte a botte nei bracci e a vela nel loro incrocio. Il pavimento è di quadrelli di cotto.
Nell'interno si trovano decorazioni in stucco e a tempera realizzate dal pittore di Bergamo Giovanni Somboli. Nell'abside è presente un coro ligneo in noce.